# John Coprario
John Coprario (circa 1575 - 1626) was een Engels componist die eigenlijk Cooper of Cowper heette, maar zijn naam, vermoedelijk om moderedenen, italianiseerde.
Zijn levensloop is tot op heden relatief obscuur, en alhoewel algemeen wordt aangenomen dat hij Italië bezocht, bestaat hiervoor geen hard bewijs. Het is hoofdzakelijk aan de hand van zijn werk dat zijn belang vaststaat: hij leverde met name grote bijdragen tot masques onder Jacobus I en schreef vele luitliederen. Het meest van al componeerde hij evenwel instrumentale muziek voor strijkers, waarvan zijn fantasia's, de zogenaamde consorts, het beroemdst zijn, zoals mag blijken uit de talloze 17de-eeuwse kopieën die ervan circuleerden. Daarenboven was Coprario de leermeester van William Lawes en schreef hij een leerboek, Rules How to Compose. 
In 1613 trok hij samen met Orlando Gibbons naar Heidelberg, als muzikale begeleiding voor de pasgetrouwde dochter van Jacobus, Elizabeth, en de Duitse prins Frederik V die zij had gehuwd. Dat dit tweetal hierop aanwezig was, toont aan dat zij als kunstenaars een hoog prestige genoten.  
De treurliederencollectie Funeral Teares behoort tot de bekendste werken van Coprario, wiens opvallend ritmische en melodisch ongebruikelijke oeuvre — men kan van 'special effects' spreken — in het algemeen heeft meegeprofiteerd van de heropleving van de Oude Muziek in de late 20e eeuw.
- Bibsys: 90320427
- Biblioteca Nacional de España: XX1243824
- Bibliothèque nationale de France: cb13892728m (data)
- Gemeinsame Normdatei: 118836161
- International Standard Name Identifier: 0000 0001 0928 5039
- Library of Congress Control Number: n81134938
- Nationale Bibliotheek van Letland: 000067702
- MusicBrainz: 59101afb-5a04-4503-ae4d-19fd17d60574
- Nationale Bibliotheek van Tsjechië: xx0019465
- Nationale Bibliotheek van Israël: 987007336991905171
- Nederlandse Thesaurus van Auteursnamen: 271250267
- Istituto Centrale per il Catalogo Unico: DDSV099820
- LIBRIS: 275402
- SNAC: w6zp4wb5
- Système universitaire de documentation: 080794076
- Trove: 1220040
- Virtual International Authority File: 99982724
- WorldCat: E39PBJp9yH9CdQxGKK4kQKCWjC